# Karol Franciszek Miłoński
Karol Franciszek Miłoński herbu Sulima (zm. w 1666 roku) – stolnik łęczycki w latach 1657-1666.
Poseł sejmiku łęczyckiego na sejm nadzwyczajny 1654 roku, sejm 1658 roku, na sejm 1664/1665 roku.